# Taxi Chaos
Taxi Chaos is een race-arcadespel uit 2021, ontwikkeld door Team6 Game Studios en uitgebracht voor de Nintendo Switch, PlayStation 4, Xbox One en Xbox Series X/S. Later verscheen het spel ook voor Windows. De speler speelt een taxichauffeur en moet klanten binnen een tijdslimiet naar hun bestemming brengen. Het spel werd beschouwd als een spirituele opvolger van Crazy Taxi, maar critici gaven over het algemeen gemengde tot negatieve recensies.

## Spelverloop
Taxi Chaos speelt zich af in de fictieve stad New Yellow City, geïnspireerd op New York. Spelers kiezen uit twee taxichauffeurs, Vinny en Cleo, en hebben toegang tot zeven taxi’s met verschillende eigenschappen. Het doel is om klanten zo snel mogelijk naar locaties te brengen. De rijstijl wordt beoordeeld via een vijfsterrensysteem. Spelers kunnen met hun taxi springen, over daken rijden en via hellingen van gebouw naar gebouw verplaatsen.
Het spel biedt drie modi: Arcade, Pro en Freeroam. In Arcade moeten spelers binnen een tijdslimiet zoveel mogelijk klanten vervoeren, met behulp van een pijl die de route aangeeft. In Pro ontbreekt deze pijl, waardoor kennis van de stadskaart vereist is. Freeroam biedt vrije verkenning zonder tijdslimiet.

## Ontwikkeling en uitgave
Taxi Chaos werd ontwikkeld door het Nederlandse Team6 Game Studios en verscheen op 23 februari 2021 voor PlayStation 4, Nintendo Switch en Xbox One. Aanvankelijk werd beweerd dat Sega het spel in Azië zou distribueren, maar Sega ontkende later alle betrokkenheid. Een pc-versie werd op 19 oktober 2021 via Steam uitgebracht.

## Ontvangst
De ontvangst van Taxi Chaos was voornamelijk negatief. Sommige recensenten prezen de besturing en springmechaniek, maar velen bestempelden het spel als een goedkope imitatie van Crazy Taxi, zonder de charme van het origineel. Hoewel het spel als geschikt werd gezien voor korte speelsessies, werd het niet beschouwd als een volwaardige opvolger.

Kritiek richtte zich op de grafische kwaliteit, de ondermaatse soundtrack, herhalende dialogen en beperkte content. Daarnaast werden het gebrek aan variatie, de geringe diepgang en technische problemen, zoals vastzittende taxi’s en clippingfouten, als minpunten genoemd. Ook de prijs-kwaliteitverhouding was een veelgenoemd kritiekpunt.